# Сейм Карпатской Украины
Сейм Карпатской Украины (СКУ; укр. Сойм Карпатської України) — законодательный орган автономной Карпатской Украины, впоследствии независимого государства, избранный 12 февраля 1939 года в составе 32 членов (29 украинцев и трое от национальных меньшинств) из единого списка Украинского национального объединения.

## История

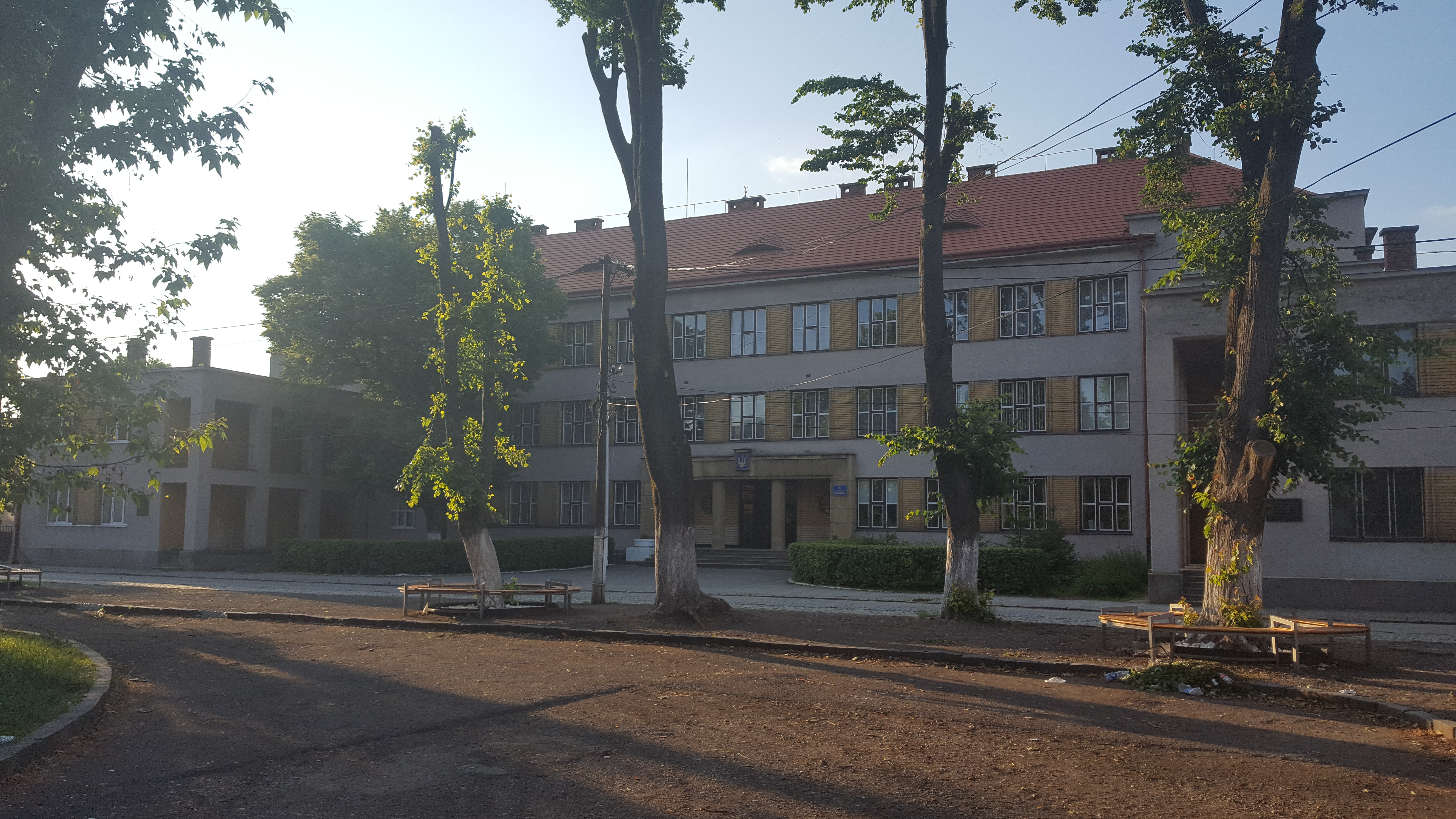
Средняя школа в Хусте, Украина. Здание было построено в 1930-х годах в «чешском квартале» города. На небольшом белом здании слева (вероятно, бывший спортзал) установлена мемориальная доска в память о провозглашении независимой Карпатской Украины 15 марта 1939 года.

Отдельный закарпатский сейм должен был быть узаконен сразу после присоединения Закарпатья к Чехословакии в соответствии с Сен-Жерменским договором, генеральным уставом Подкарпатской Руси 1919 года и конституцией Чехословакии 1920.
Но СКУ был создан только конституционным законом от 22 ноября 1938, который провозгласил автономию Подкарпатской Руси и определил компетенцию СКУ.
СКУ провёл только одно заседание в Хусте 15 марта 1939, на котором утвердил провозглашение государственного суверенитета Карпатской Украины, совершенное 14 марта 1939 премьером Августином Волошиным, принял конституционный закон, избрал президента государства (Августин Волошин) и утвердил новое правительство (премьер Юлиан Ревай). Председателем СКУ был избран Штефана, а его заместителями Фёдор Ревай и Степан Росоха.
Члены СКУ эмигрировали с началом оккупации Венгрией Закарпатья. Часть из них вместе с Украинским национальным советом образовала 29 апреля 1944 года Всеукраинский национальный совет как предпарламент УНР.

## Руководство Сейма
Председатель:
- Августин Штефан Фенцик (15 марта 1939—18 марта 1939), Украинское национальное объединение.

Заместители председателя:
- Фёдор Ревай (15 марта 1939—18 марта 1939), Украинское национальное объединение.
- Степан Росоха (15 марта 1939—18 марта 1939), Украинское национальное объединение.

## Список послов Сейма Карпатской Украины
1. Августин Волошин, премьер правительства Карпатской Украины
2. Юлиан Ревай, министр Карпатской Украины
3. Юлий Бращайко, адвокат
4. Михаил Бращайко, публичный нотариус
5. Иван Грига, земледелец
6. Адальберт Довбак, духовник
7. Долинай Николай, врач
8. Милош Дрбал, адвокат
9. Августин Дутка, судья
10. Иван Игнатко, земледелец
11. Комаринский Владимир, адвокат
12. Качала Иван, железнодорожник
13. Василий Климпуш, торговец
14. Степан Клочурак, чиновник
15. Василий Лацанич, учитель
16. Николай Мандзюк, учитель
17. Михаил Марущак, хозяин
18. Леонид Романюк, чиновник
19. Григорий Мойш, протопоп
20. Дмитрий Нимчук, директор
21. Антон-Эрнест Олдофреди, интерстат-секретер
22. Юрий Пазуханич, инспектор
23. Иван Перевузник, земледелец
24. Петр Попович, земледелец
25. Фёдор Ревай, директор типографии
26. Николай Риздорфер, врач
27. Степан Росоха, чиновник
28. Юрий Станинец, священник
29. Василий Бибей, хозяин
30. Августин Штефан, начальник министерства школьного образования
31. Кирилл Феделеш, катехит
32. Михаил Тулик, редактор